# Трицветна папагалова амадина
Трицветната папагалова амадина (Erythrura trichroa) е вид птица от семейство Estrildidae. Видът е незастрашен от изчезване.

## Разпространение
Разпространен е в Австралия, Индонезия, Микронезия, Нова Каледония, Палау, Папуа-Нова Гвинея, Соломоновите острови и Вануату.